# 田原八郎
田原 八郎（たはら はちろう、1947年 - ）は、日本の哲学者・評論家、民俗学者。

## 来歴
大阪府大阪市に生まれる。大阪府立大手前高等学校を経て、東京大学文学部哲学科を卒業した。引き続き同大学大学院に進み、比較文学比較文化専攻を博士課程満期退学した。
大谷女子大学専任講師、富山国際大学助教授を経て、教授となる。
また、京都大学体育会ボクシング部監督、日本アマチュアボクシング連盟理事を務めた。

## 研究分野
はじめヘーゲル哲学を研究していたが、次第に関心をボクシングから日本史、心性史などに移行させ、多くの著作がある。
日本民俗を「神事・農耕・渡世」の三つに分け取り分け「渡世」の民俗を研究の中心にしている。
相撲・歌舞伎・花柳・侠客・博徒・渡り鳥・魚屋・人斬り・医師などの渡世集団の存在を挙げ、新選組も「人斬り」の「剣戟戦闘渡世集団」と位置付けている。勧進相撲集団も運動競技興行渡世集団と見なし、古代からの伝承を批判的に検証している。　

## 著書

### 単著
- 『ヘーゲル論理学の研究 批判の論理』イザラ書房、1977年4月
- 『ヘーゲル論理学註解』イザラ書房、1977年11月
- 『ヘーゲル精神現象学論考』イザラ書房、1978年6月
- 『論理の現象学 ヘーゲルを読む』せりか書房、1982年9月
- 『<脱>の構造』人文書院、1985年4月
- 『<嘘>の構造 心情関数論序』太陽出版、1986年6月
- 『日本心情史 半神・聖人・俳優の昂茫』太陽出版、1987年4月
- 『超人の哲学』講談社〈講談社現代新書〉、1989年8月
- 『男たちの哲学 90年代を生きる』三一書房〈三一新書〉、1990年1月
- 『人はなぜ闘うのか ボクシングに見る王者と挑戦者の思想』PHP研究所、1991年10月
- 『減量の哲学 人はなぜシェイプ・アップを目指すのか』ジャプラン出版、1992年2月
- 『「勝負強さを持つ」人間の研究』PHP研究所、1992年10月
- 『打たれ強い生き方 何があなたを支えるのか』PHP研究所、1993年7月
- 『精神現象学』北樹出版、1993年10月
- 『道を開く生き方 : Ecce homo』PHP研究所、1994年8月
- 『一統の論理 武士団にみる棟梁たちの規範学』未知谷、1997年3月
- 『徳川慶喜維新への挑戦』新人物往来社、1997年12月
- 『相撲渡世 角力士たちの反逆』未知谷、1998年7月
- 『渡世民俗の精神 遊女・歌舞伎・医師・任侠・相撲渡世の近現代史』燃焼社、2002年7月
- 『モハメド・アリ 合衆国と闘った輝ける魂』燃焼社、2003年8月
- 『新選組武士道 「退くな!」の美学』燃焼社、2003年11月
- 『天皇の哲学』早稲田出版、2012年4月
- 『生きることの幸せをうるために イデアの狩人たちと天皇の教え子たち』風詠社、2014年7月

### 翻訳
- エドムント・フッサール『ブリタニカ草稿 現象学入門』（編訳）せりか書房、1980年7月